# Michele Massa
Michele Massa (1929 – 17 febbraio 2007) è stato un regista e sceneggiatore italiano.

## Biografia
Di origine procidana, riservò la sua adolescenza, vissuta durante la Seconda guerra mondiale, agli studi.
Nel corso della sua vita ha lavorato come magistrato, successivamente come avvocato, come regista e come professore universitario all'Università degli studi di Roma "Tor Vergata".
Muore il 17 febbraio 2007.  

## Filmografia

### Regista
- Il gioco della verità (1974)
- Il caso Graziosi (1982) - anche sceneggiatura
- Bebawi - Il delitto di via Lazio (1983) - anche sceneggiatura